# Palmarès du double dames du tournoi de Wimbledon
Pour un article plus général, voir Tournoi de Wimbledon.
Cet article reprend le palmarès du double dames du tournoi de Wimbledon depuis la première apparition en 1913 d'un tableau de double féminin dans le prestigieux tournoi du Grand Chelem de tennis.

## Palmarès
| No       | Date       | Nom et lieu du tournoi                                  | Catégorie                                               | Dotation                                                | Surface                                                 | Vainqueures                                             | Finalistes                                              | Score                                                   |                                                         |
| -------- | ---------- | ------------------------------------------------------- | ------------------------------------------------------- | ------------------------------------------------------- | ------------------------------------------------------- | ------------------------------------------------------- | ------------------------------------------------------- | ------------------------------------------------------- | ------------------------------------------------------- |
| 1        | 23-06-1913 | The Championships Wimbledon                             | G. Chelem                                               | NC                                                      | Gazon (ext.)                                            | Winifred McNair Dora Boothby                            | Charlotte Cooper Dorothea Douglass                      | 4-6, 2-4, ab.                                           |                                                         |
| 2        | 22-06-1914 | The Championships Wimbledon                             | G. Chelem                                               | NC                                                      | Gazon (ext.)                                            | Agnes Morton Elizabeth Ryan                             | Ethel Thomson Larcombe Edith Hannam                     | 6-1, 6-3                                                |                                                         |
|          | 1915-1918  | Pas de tournoi en raison de la Première guerre mondiale | Pas de tournoi en raison de la Première guerre mondiale | Pas de tournoi en raison de la Première guerre mondiale | Pas de tournoi en raison de la Première guerre mondiale | Pas de tournoi en raison de la Première guerre mondiale | Pas de tournoi en raison de la Première guerre mondiale | Pas de tournoi en raison de la Première guerre mondiale | Pas de tournoi en raison de la Première guerre mondiale |
| 3        | 23-06-1919 | The Championships Wimbledon                             | G. Chelem                                               | NC                                                      | Gazon (ext.)                                            | Suzanne Lenglen Elizabeth Ryan                          | Ethel Thomson Larcombe Dorothea Douglass                | 4-6, 7-5, 6-3                                           |                                                         |
| 4        | 21-06-1920 | The Championships Wimbledon                             | G. Chelem                                               | NC                                                      | Gazon (ext.)                                            | Suzanne Lenglen Elizabeth Ryan                          | Ethel Thomson Larcombe Dorothea Douglass                | 6-4, 6-0                                                |                                                         |
| 5        | 20-06-1921 | The Championships Wimbledon                             | G. Chelem                                               | NC                                                      | Gazon (ext.)                                            | Suzanne Lenglen Elizabeth Ryan                          | Winifred Beamish Irene Bowder                           | 6-1, 6-2                                                |                                                         |
| 6        | 26-06-1922 | The Championships Wimbledon                             | G. Chelem                                               | NC                                                      | Gazon (ext.)                                            | Suzanne Lenglen Elizabeth Ryan                          | Margaret McKane Kitty McKane                            | 6-0, 6-4                                                |                                                         |
| 7        | 25-06-1923 | The Championships Wimbledon                             | G. Chelem                                               | NC                                                      | Gazon (ext.)                                            | Suzanne Lenglen Elizabeth Ryan                          | Joan Austin Evelyn Colyer                               | 6-3, 6-1                                                | Tableau                                                 |
| 8        | 23-06-1924 | The Championships Wimbledon                             | G. Chelem                                               | NC                                                      | Gazon (ext.)                                            | Hazel Hotchkiss Helen Wills                             | Phyllis Howkins Kitty McKane                            | 6-4, 6-4                                                | Tableau                                                 |
| 9        | 22-06-1925 | The Championships Wimbledon                             | G. Chelem                                               | NC                                                      | Gazon (ext.)                                            | Suzanne Lenglen Elizabeth Ryan                          | Kathleen Lidderdale Mary McIlquham                      | 6-2, 6-2                                                | Tableau                                                 |
| 10       | 21-06-1926 | The Championships Wimbledon                             | G. Chelem                                               | NC                                                      | Gazon (ext.)                                            | Mary Kendall Browne Elizabeth Ryan                      | Kitty McKane Evelyn Colyer                              | 6-1, 6-1                                                | Tableau                                                 |
| 11       | 20-06-1927 | The Championships Wimbledon                             | G. Chelem                                               | NC                                                      | Gazon (ext.)                                            | Helen Wills Elizabeth Ryan                              | Bobbie Heine Irene Bowder                               | 6-3, 6-2                                                | Tableau                                                 |
| 12       | 25-06-1928 | The Championships Wimbledon                             | G. Chelem                                               | NC                                                      | Gazon (ext.)                                            | Peggy Saunders Phoebe Holcroft                          | Eileen Bennett Ermyntrude Harvey                        | 6-2, 6-3                                                | Tableau                                                 |
| 13       | 24-06-1929 | The Championships Wimbledon                             | G. Chelem                                               | NC                                                      | Gazon (ext.)                                            | Peggy Saunders Phoebe Holcroft                          | Phyllis Howkins Dorothy Shepherd                        | 6-4, 8-6                                                | Tableau                                                 |
| 14       | 23-06-1930 | The Championships Wimbledon                             | G. Chelem                                               | NC                                                      | Gazon (ext.)                                            | Elizabeth Ryan Helen Wills                              | Edith Cross Sarah Palfrey                               | 6-2, 9-7                                                | Tableau                                                 |
| 15       | 22-06-1931 | The Championships Wimbledon                             | G. Chelem                                               | NC                                                      | Gazon (ext.)                                            | Dorothy Shepherd Phyllis Mudford                        | Doris Metaxa Josane Sigart                              | 3-6, 6-3, 6-4                                           | Tableau                                                 |
| 16       | 20-06-1932 | The Championships Wimbledon                             | G. Chelem                                               | NC                                                      | Gazon (ext.)                                            | Doris Metaxa Josane Sigart                              | Elizabeth Ryan Helen Jacobs                             | 6-4, 6-3                                                | Tableau                                                 |
| 17       | 26-06-1933 | The Championships Wimbledon                             | G. Chelem                                               | NC                                                      | Gazon (ext.)                                            | Simonne Mathieu Elizabeth Ryan                          | Freda James Billie Yorke                                | 6-2, 9-11, 6-4                                          | Tableau                                                 |
| 18       | 25-06-1934 | The Championships Wimbledon                             | G. Chelem                                               | NC                                                      | Gazon (ext.)                                            | Simonne Mathieu Elizabeth Ryan                          | Dorothy Andrus Sylvie Jung                              | 6-3, 6-3                                                | Tableau                                                 |
| 19       | 24-06-1935 | The Championships Wimbledon                             | G. Chelem                                               | NC                                                      | Gazon (ext.)                                            | Freda James Kay Stammers                                | Simonne Mathieu Hilde Sperling                          | 6-1, 6-4                                                | Tableau                                                 |
| 20       | 22-06-1936 | The Championships Wimbledon                             | G. Chelem                                               | NC                                                      | Gazon (ext.)                                            | Freda James Kay Stammers                                | Sarah Fabyan Helen Jacobs                               | 6-2, 6-1                                                | Tableau                                                 |
| 21       | 21-06-1937 | The Championships Wimbledon                             | G. Chelem                                               | NC                                                      | Gazon (ext.)                                            | Simonne Mathieu Billie Yorke                            | Phyllis King Elsie Pittman                              | 6-3, 6-3                                                | Tableau                                                 |
| 22       | 27-06-1938 | The Championships Wimbledon                             | G. Chelem                                               | NC                                                      | Gazon (ext.)                                            | Sarah Fabyan Alice Marble                               | Simonne Mathieu Billie Yorke                            | 6-2, 6-3                                                | Tableau                                                 |
| 23       | 26-06-1939 | The Championships Wimbledon                             | G. Chelem                                               | NC                                                      | Gazon (ext.)                                            | Sarah Fabyan Alice Marble                               | Helen Jacobs Billie Yorke                               | 6-1, 6-0                                                | Tableau                                                 |
|          | 1940-1945  | Pas de tournoi en raison de la Seconde guerre mondiale  | Pas de tournoi en raison de la Seconde guerre mondiale  | Pas de tournoi en raison de la Seconde guerre mondiale  | Pas de tournoi en raison de la Seconde guerre mondiale  | Pas de tournoi en raison de la Seconde guerre mondiale  | Pas de tournoi en raison de la Seconde guerre mondiale  | Pas de tournoi en raison de la Seconde guerre mondiale  | Pas de tournoi en raison de la Seconde guerre mondiale  |
| 24       | 24-06-1946 | The Championships Wimbledon                             | G. Chelem                                               | NC                                                      | Gazon (ext.)                                            | Louise Brough Margaret Osborne                          | Pauline Betz Doris Hart                                 | 6-3, 2-6, 6-3                                           | Tableau                                                 |
| 25       | 23-06-1947 | The Championships Wimbledon                             | G. Chelem                                               | NC                                                      | Gazon (ext.)                                            | Doris Hart Patricia Canning Todd                        | Louise Brough Margaret Osborne                          | 3-6, 6-4, 7-5                                           | Tableau                                                 |
| 26       | 21-06-1948 | The Championships Wimbledon                             | G. Chelem                                               | NC                                                      | Gazon (ext.)                                            | Louise Brough Margaret Osborne                          | Doris Hart Patricia Canning Todd                        | 6-1, 6-1                                                | Tableau                                                 |
| 27       | 27-06-1949 | The Championships Wimbledon                             | G. Chelem                                               | NC                                                      | Gazon (ext.)                                            | Louise Brough Margaret Osborne                          | Gussy Moran Patricia Canning Todd                       | 8-6, 7-5                                                | Tableau                                                 |
| 28       | 26-06-1950 | The Championships Wimbledon                             | G. Chelem                                               | NC                                                      | Gazon (ext.)                                            | Louise Brough Margaret Osborne                          | Shirley Fry Doris Hart                                  | 6-4, 5-7, 6-1                                           | Tableau                                                 |
| 29       | 25-06-1951 | The Championships Wimbledon                             | G. Chelem                                               | NC                                                      | Gazon (ext.)                                            | Shirley Fry Doris Hart                                  | Louise Brough Margaret Osborne                          | 6-2, 13-11                                              | Tableau                                                 |
| 30       | 23-06-1952 | The Championships Wimbledon                             | G. Chelem                                               | NC                                                      | Gazon (ext.)                                            | Shirley Fry Doris Hart                                  | Louise Brough Maureen Connolly                          | 8-6, 6-3                                                | Tableau                                                 |
| 31       | 22-06-1953 | The Championships Wimbledon                             | G. Chelem                                               | NC                                                      | Gazon (ext.)                                            | Shirley Fry Doris Hart                                  | Maureen Connolly Julia Sampson                          | 6-0, 6-0                                                | Tableau                                                 |
| 32       | 21-06-1954 | The Championships Wimbledon                             | G. Chelem                                               | NC                                                      | Gazon (ext.)                                            | Louise Brough Margaret Osborne                          | Shirley Fry Doris Hart                                  | 4-6, 9-7, 6-1                                           | Tableau                                                 |
| 33       | 20-06-1955 | The Championships Wimbledon                             | G. Chelem                                               | NC                                                      | Gazon (ext.)                                            | Angela Mortimer Anne Shilcock                           | Shirley Bloomer Pat Ward                                | 7-5, 6-1                                                | Tableau                                                 |
| 34       | 25-06-1956 | The Championships Wimbledon                             | G. Chelem                                               | NC                                                      | Gazon (ext.)                                            | Angela Buxton Althea Gibson                             | Fay Muller Daphne Seeney                                | 6-1, 8-6                                                | Tableau                                                 |
| 35       | 24-06-1957 | The Championships Wimbledon                             | G. Chelem                                               | NC                                                      | Gazon (ext.)                                            | Althea Gibson Darlene Hard                              | Mary Bevis Hawton Thelma Coyne Long                     | 6-1, 6-2                                                | Tableau                                                 |
| 36       | 23-06-1958 | The Championships Wimbledon                             | G. Chelem                                               | NC                                                      | Gazon (ext.)                                            | Maria Bueno Althea Gibson                               | Margaret Osborne Margaret Varner Bloss                  | 6-3, 7-5                                                | Tableau                                                 |
| 37       | 22-06-1959 | The Championships Wimbledon                             | G. Chelem                                               | NC                                                      | Gazon (ext.)                                            | Jeanne Arth Darlene Hard                                | Beverly Baker Christine Truman                          | 2-6, 6-2, 6-3                                           | Tableau                                                 |
| 38       | 27-06-1960 | The Championships Wimbledon                             | G. Chelem                                               | NC                                                      | Gazon (ext.)                                            | Maria Bueno Darlene Hard                                | Sandra Reynolds Renee Schuurman                         | 6-4, 6-0                                                | Tableau                                                 |
| 39       | 26-06-1961 | The Championships Wimbledon                             | G. Chelem                                               | NC                                                      | Gazon (ext.)                                            | Karen Hantze Billie Jean Moffitt                        | Jan Lehane Margaret Smith                               | 6-3, 6-4                                                | Tableau                                                 |
| 40       | 25-06-1962 | The Championships Wimbledon                             | G. Chelem                                               | NC                                                      | Gazon (ext.)                                            | Billie Jean Moffitt Karen Susman                        | Sandra Reynolds Price Renee Schuurman                   | 5-7, 6-3, 7-5                                           | Tableau                                                 |
| 41       | 24-06-1963 | The Championships Wimbledon                             | G. Chelem                                               | NC                                                      | Gazon (ext.)                                            | Maria Bueno Darlene Hard                                | Robyn Ebbern Margaret Smith                             | 8-6, 9-7                                                | Tableau                                                 |
| 42       | 22-06-1964 | The Championships Wimbledon                             | G. Chelem                                               | NC                                                      | Gazon (ext.)                                            | Margaret Smith Lesley Turner                            | Billie Jean Moffitt Karen Susman                        | 7-5, 6-2                                                | Tableau                                                 |
| 43       | 21-06-1965 | The Championships Wimbledon                             | G. Chelem                                               | NC                                                      | Gazon (ext.)                                            | Maria Bueno Billie Jean Moffitt                         | Françoise Dürr Jeanine Lieffrig                         | 6-2, 7-5                                                | Tableau                                                 |
| 44       | 27-06-1966 | The Championships Wimbledon                             | G. Chelem                                               | NC                                                      | Gazon (ext.)                                            | Maria Bueno Nancy Richey                                | Margaret Smith Judy Tegart                              | 6-3, 4-6, 6-4                                           | Tableau                                                 |
| 45       | 26-06-1967 | The Championships Wimbledon                             | G. Chelem                                               | NC                                                      | Gazon (ext.)                                            | Rosie Casals Billie Jean King                           | Maria Bueno Nancy Richey                                | 9-11, 6-4, 6-2                                          | Tableau                                                 |
| Ère Open |            |                                                         |                                                         |                                                         |                                                         |                                                         |                                                         |                                                         |                                                         |
| 46       | 24-06-1968 | The Championships Wimbledon                             | G. Chelem                                               | NC                                                      | Gazon (ext.)                                            | Rosie Casals Billie Jean King                           | Françoise Dürr Ann Haydon-Jones                         | 3-6, 6-4, 7-5                                           | Tableau                                                 |
| 47       | 23-06-1969 | The Championships Wimbledon                             | G. Chelem                                               | NC                                                      | Gazon (ext.)                                            | Margaret Smith Court Judy Tegart                        | Patti Hogan Peggy Michel                                | 9-7, 6-2                                                | Tableau                                                 |
| 48       | 22-06-1970 | The Championships Wimbledon                             | G. Chelem                                               | NC                                                      | Gazon (ext.)                                            | Rosie Casals Billie Jean King                           | Françoise Dürr Virginia Wade                            | 6-2, 6-3                                                | Tableau                                                 |
| 49       | 21-06-1971 | The Championships Wimbledon                             | G. Chelem                                               | NC                                                      | Gazon (ext.)                                            | Rosie Casals Billie Jean King                           | Margaret Smith Court Evonne Goolagong                   | 6-3, 6-2                                                | Tableau                                                 |
| 50       | 26-06-1972 | The Championships Wimbledon                             | G. Chelem                                               | NC                                                      | Gazon (ext.)                                            | Billie Jean King Betty Stöve                            | Judy Tegart-Dalton Françoise Dürr                       | 6-2, 4-6, 6-3                                           | Tableau                                                 |
| 51       | 25-06-1973 | The Championships Wimbledon                             | G. Chelem                                               | NC                                                      | Gazon (ext.)                                            | Rosie Casals Billie Jean King                           | Françoise Dürr Betty Stöve                              | 6-1, 4-6, 7-5                                           | Tableau                                                 |
| 52       | 24-06-1974 | The Championships Wimbledon                             | G. Chelem                                               | NC                                                      | Gazon (ext.)                                            | Evonne Goolagong Peggy Michel                           | Helen Gourlay Karen Krantzcke                           | 2-6, 6-4, 6-3                                           | Tableau                                                 |
| 53       | 23-06-1975 | The Championships Wimbledon                             | G. Chelem                                               | NC                                                      | Gazon (ext.)                                            | Ann Kiyomura Kazuko Sawamatsu                           | Françoise Dürr Betty Stöve                              | 7-5, 1-6, 7-5                                           | Tableau                                                 |
| 54       | 21-06-1976 | The Championships Wimbledon                             | G. Chelem                                               | NC                                                      | Gazon (ext.)                                            | Chris Evert Martina Navrátilová                         | Billie Jean King Betty Stöve                            | 6-1, 3-6, 7-5                                           | Tableau                                                 |
| 55       | 20-06-1977 | The Championships Wimbledon                             | G. Chelem                                               | 200 000 $                                               | Gazon (ext.)                                            | Helen Cawley Joanne Russell                             | Martina Navrátilová Betty Stöve                         | 6-3, 6-3                                                | Tableau                                                 |
| 56       | 26-06-1978 | The Championships Wimbledon                             | G. Chelem                                               | 150 000 $                                               | Gazon (ext.)                                            | Kerry Reid Wendy Turnbull                               | Mima Jaušovec Virginia Ruzici                           | 4-6, 9-8, 6-3                                           | Tableau                                                 |
| 57       | 25-06-1979 | The Championships Wimbledon                             | G. Chelem                                               | 300 000 $                                               | Gazon (ext.)                                            | Billie Jean King Martina Navrátilová                    | Betty Stöve Wendy Turnbull                              | 5-7, 6-3, 6-2                                           | Tableau                                                 |
| 58       | 23-06-1980 | The Championships Wimbledon                             | G. Chelem                                               | 259 000 $                                               | Gazon (ext.)                                            | Kathy Jordan Anne Smith                                 | Rosie Casals Wendy Turnbull                             | 4-6, 7-5, 6-1                                           | Tableau                                                 |
| 59       | 22-06-1981 | The Championships Wimbledon                             | G. Chelem                                               | 300 000 $                                               | Gazon (ext.)                                            | Martina Navrátilová Pam Shriver                         | Kathy Jordan Anne Smith                                 | 6-3, 7-6                                                | Tableau                                                 |
| 60       | 21-06-1982 | The Championships Wimbledon                             | G. Chelem                                               | 350 000 $                                               | Gazon (ext.)                                            | Martina Navrátilová Pam Shriver                         | Kathy Jordan Anne Smith                                 | 6-4, 6-1                                                | Tableau                                                 |
| 61       | 20-06-1983 | The Championships Wimbledon                             | G. Chelem                                               | 670 000 $                                               | Gazon (ext.)                                            | Martina Navrátilová Pam Shriver                         | Rosie Casals Wendy Turnbull                             | 6-2, 6-2                                                | Tableau                                                 |
| 62       | 25-06-1984 | The Championships Wimbledon                             | G. Chelem                                               | 680 000 $                                               | Gazon (ext.)                                            | Martina Navrátilová Pam Shriver                         | Kathy Jordan Anne Smith                                 | 6-3, 6-4                                                | Tableau                                                 |
| 63       | 24-06-1985 | The Championships Wimbledon                             | G. Chelem                                               | 900 000 $                                               | Gazon (ext.)                                            | Kathy Jordan Elizabeth Smylie                           | Martina Navrátilová Pam Shriver                         | 5-7, 6-3, 6-4                                           | Tableau                                                 |
| 64       | 23-06-1986 | The Championships Wimbledon                             | G. Chelem                                               | 1 204 980 $                                             | Gazon (ext.)                                            | Martina Navrátilová Pam Shriver                         | Hana Mandlíková Wendy Turnbull                          | 6-1, 6-3                                                | Tableau                                                 |
| 65       | 22-06-1987 | The Championships Wimbledon                             | G. Chelem                                               | 1 354 530 $                                             | Gazon (ext.)                                            | Claudia Kohde-Kilsch Helena Suková                      | Betsy Nagelsen Elizabeth Smylie                         | 7-5, 7-5                                                | Tableau                                                 |
| 66       | 20-06-1988 | The Championships Wimbledon                             | G. Chelem                                               | 1 717 085 $                                             | Gazon (ext.)                                            | Steffi Graf Gabriela Sabatini                           | Larisa Savchenko Natasha Zvereva                        | 6-3, 1-6, 12-10                                         | Tableau                                                 |
| 67       | 26-06-1989 | The Championships Wimbledon                             | G. Chelem                                               | 2 204 162 $                                             | Gazon (ext.)                                            | Jana Novotná Helena Suková                              | Larisa Savchenko Natasha Zvereva                        | 6-1, 6-2                                                | Tableau                                                 |
| 68       | 25-06-1990 | The Championships Wimbledon                             | G. Chelem                                               | 2 561 585 $                                             | Gazon (ext.)                                            | Jana Novotná Helena Suková                              | Kathy Jordan Elizabeth Smylie                           | 6-3, 6-4                                                | Tableau                                                 |
| 69       | 24-06-1991 | The Championships Wimbledon                             | G. Chelem                                               | 2 728 856 $                                             | Gazon (ext.)                                            | Larisa Neiland Natasha Zvereva                          | Gigi Fernández Jana Novotná                             | 6-4, 3-6, 6-4                                           | Tableau                                                 |
| 70       | 22-06-1992 | The Championships Wimbledon                             | G. Chelem                                               | 3 000 000 $                                             | Gazon (ext.)                                            | Gigi Fernández Natasha Zvereva                          | Jana Novotná Larisa Neiland                             | 6-4, 6-1                                                | Tableau                                                 |
| 71       | 21-06-1993 | The Championships Wimbledon                             | G. Chelem                                               | 3 312 302 $                                             | Gazon (ext.)                                            | Gigi Fernández Natasha Zvereva                          | Larisa Neiland Jana Novotná                             | 6-4, 6-7, 6-4                                           | Tableau                                                 |
| 72       | 20-06-1994 | The Championships Wimbledon                             | G. Chelem                                               | 3 361 848 $                                             | Gazon (ext.)                                            | Gigi Fernández Natasha Zvereva                          | Jana Novotná Arantxa Sánchez                            | 6-4, 6-1                                                | Tableau                                                 |
| 73       | 26-06-1995 | The Championships Wimbledon                             | G. Chelem                                               | 3 044 890 $                                             | Gazon (ext.)                                            | Jana Novotná Arantxa Sánchez                            | Gigi Fernández Natasha Zvereva                          | 5-7, 7-5, 6-4                                           | Tableau                                                 |
| 74       | 24-06-1996 | The Championships Wimbledon                             | G. Chelem                                               | 3 392 408 $                                             | Gazon (ext.)                                            | Martina Hingis Helena Suková                            | Meredith McGrath Larisa Neiland                         | 5-7, 7-5, 6-1                                           | Tableau                                                 |
| 75       | 23-06-1997 | The Championships Wimbledon                             | G. Chelem                                               | 4 083 056 $                                             | Gazon (ext.)                                            | Gigi Fernández Natasha Zvereva                          | Nicole Arendt Manon Bollegraf                           | 7-6, 6-4                                                | Tableau                                                 |
| 76       | 22-06-1998 | The Championships Wimbledon                             | G. Chelem                                               | 4 404 163 $                                             | Gazon (ext.)                                            | Martina Hingis Jana Novotná                             | Lindsay Davenport Natasha Zvereva                       | 6-3, 3-6, 8-6                                           | Tableau                                                 |
| 77       | 21-06-1999 | The Championships Wimbledon                             | G. Chelem                                               | 4 732 303 $                                             | Gazon (ext.)                                            | Lindsay Davenport Corina Morariu                        | Mariaan de Swardt Elena Tatarkova                       | 6-4, 6-4                                                | Tableau                                                 |
| 78       | 26-06-2000 | The Championships Wimbledon                             | G. Chelem                                               | 5 235 332 $                                             | Gazon (ext.)                                            | Serena Williams Venus Williams                          | Julie Halard Ai Sugiyama                                | 6-3, 6-2                                                | Tableau                                                 |
| 79       | 25-06-2001 | The Championships Wimbledon                             | G. Chelem                                               | 4 545 319 $                                             | Gazon (ext.)                                            | Lisa Raymond Rennae Stubbs                              | Kim Clijsters Ai Sugiyama                               | 6-4, 6-3                                                | Tableau                                                 |
| 80       | 24-06-2002 | The Championships Wimbledon                             | G. Chelem                                               | 5 450 958 $                                             | Gazon (ext.)                                            | Serena Williams Venus Williams                          | Virginia Ruano Pascual Paola Suárez                     | 6-2, 7-5                                                | Tableau                                                 |
| 81       | 23-06-2003 | The Championships Wimbledon                             | G. Chelem                                               | 6 246 871 $                                             | Gazon (ext.)                                            | Kim Clijsters Ai Sugiyama                               | Virginia Ruano Pascual Paola Suárez                     | 6-4, 6-4                                                | Tableau                                                 |
| 82       | 21-06-2004 | The Championships Wimbledon                             | G. Chelem                                               | 6 063 070 $                                             | Gazon (ext.)                                            | Cara Black Rennae Stubbs                                | Liezel Huber Ai Sugiyama                                | 6-3, 7-65                                               | Tableau                                                 |
| 83       | 20-06-2005 | The Championships Wimbledon                             | G. Chelem                                               | 7 285 286 $                                             | Gazon (ext.)                                            | Cara Black Liezel Huber                                 | Svetlana Kuznetsova Amélie Mauresmo                     | 6-2, 6-1                                                | Tableau                                                 |
| 84       | 26-06-2006 | The Championships Wimbledon                             | G. Chelem                                               | 6 743 737 $                                             | Gazon (ext.)                                            | Yan Zi Zheng Jie                                        | Virginia Ruano Pascual Paola Suárez                     | 6-3, 3-6, 6-2                                           | Tableau                                                 |
| 85       | 25-06-2007 | The Championships Wimbledon                             | G. Chelem                                               | 9 221 372 $                                             | Gazon (ext.)                                            | Cara Black Liezel Huber                                 | Katarina Srebotnik Ai Sugiyama                          | 3-6, 6-3, 6-2                                           | Tableau                                                 |
| 86       | 23-06-2008 | The Championships Wimbledon                             | G. Chelem                                               | 10 524 070 $                                            | Gazon (ext.)                                            | Serena Williams Venus Williams                          | Lisa Raymond Samantha Stosur                            | 6-2, 6-2                                                | Tableau                                                 |
| 87       | 26-06-2009 | The Championships Wimbledon                             | G. Chelem                                               | 9 487 267 $                                             | Gazon (ext.)                                            | Serena Williams Venus Williams                          | Samantha Stosur Rennae Stubbs                           | 7-64, 6-4                                               | Tableau                                                 |
| 88       | 21-06-2010 | The Championships Wimbledon                             | G. Chelem                                               | 9 781 631 $                                             | Gazon (ext.)                                            | Vania King Yaroslava Shvedova                           | Elena Vesnina Vera Zvonareva                            | 7-66, 6-2                                               | Tableau                                                 |
| 89       | 20-06-2011 | The Championships Wimbledon                             | G. Chelem                                               | 10 141 303 $                                            | Gazon (ext.)                                            | Květa Peschke Katarina Srebotnik                        | Sabine Lisicki Samantha Stosur                          | 6-3, 6-1                                                | Tableau                                                 |
| 90       | 25-06-2012 | The Championships Wimbledon                             | G. Chelem                                               | 11 174 883 $                                            | Gazon (ext.)                                            | Serena Williams Venus Williams                          | Andrea Hlaváčková Lucie Hradecká                        | 7-5, 6-4                                                | Tableau                                                 |
| 91       | 24-06-2013 | The Championships Wimbledon                             | G. Chelem                                               | 16 775 934 $                                            | Gazon (ext.)                                            | Hsieh Su-Wei Peng Shuai                                 | Ashleigh Barty Casey Dellacqua                          | 7-61, 6-1                                               | Tableau                                                 |
| 92       | 23-06-2014 | The Championships Wimbledon                             | G. Chelem                                               | 18 575 979 $                                            | Gazon (ext.)                                            | Sara Errani Roberta Vinci                               | Tímea Babos Kristina Mladenovic                         | 6-1, 6-3                                                | Tableau                                                 |
| 93       | 29-06-2015 | The Championships Wimbledon                             | G. Chelem                                               | 10 854 000 £                                            | Gazon (ext.)                                            | Martina Hingis Sania Mirza                              | Ekaterina Makarova Elena Vesnina                        | 5-7, 7-64, 7-5                                          | Tableau                                                 |
| 94       | 27-06-2016 | The Championships Wimbledon                             | G. Chelem                                               | 13 163 000 £                                            | Gazon (ext.)                                            | Serena Williams Venus Williams                          | Tímea Babos Yaroslava Shvedova                          | 6-3, 6-4                                                | Tableau                                                 |
| 95       | 05-07-2017 | The Championships Wimbledon                             | G. Chelem                                               | 14 840 000 £                                            | Gazon (ext.)                                            | Ekaterina Makarova Elena Vesnina                        | Chan Hao-ching Monica Niculescu                         | 6-0, 6-0                                                | Tableau                                                 |
| 96       | 04-07-2018 | The Championships Wimbledon                             | G. Chelem                                               | 15 748 000 £                                            | Gazon (ext.)                                            | Barbora Krejčíková Kateřina Siniaková                   | Nicole Melichar Květa Peschke                           | 6-4, 4-6, 6-0                                           | Tableau                                                 |
| 97       | 03-07-2019 | The Championships Wimbledon                             | G. Chelem                                               | 17 769 000 £                                            | Gazon (ext.)                                            | Hsieh Su-wei Barbora Strýcová                           | Gabriela Dabrowski Xu Yifan                             | 6-2, 6-4                                                | Tableau                                                 |
|          | 2020       | Édition annulée à cause de la pandémie de Covid-19      | Édition annulée à cause de la pandémie de Covid-19      | Édition annulée à cause de la pandémie de Covid-19      | Édition annulée à cause de la pandémie de Covid-19      | Édition annulée à cause de la pandémie de Covid-19      | Édition annulée à cause de la pandémie de Covid-19      | Édition annulée à cause de la pandémie de Covid-19      | Édition annulée à cause de la pandémie de Covid-19      |
| 98       | 01-07-2021 | The Championships Wimbledon                             | G. Chelem                                               | NC                                                      | Gazon (ext.)                                            | Hsieh Su-wei Elise Mertens                              | Veronika Kudermetova Elena Vesnina                      | 3-6, 7-5, 9-7                                           | Tableau                                                 |
| 99       | 29-06-2022 | The Championships Wimbledon                             | G. Chelem                                               | NC                                                      | Gazon (ext.)                                            | Barbora Krejčíková Kateřina Siniaková                   | Elise Mertens Zhang Shuai                               | 6-2, 6-4                                                | Tableau                                                 |
| 100      | 03-07-2023 | The Championships Wimbledon                             | G. Chelem                                               | NC                                                      | Gazon (ext.)                                            | Hsieh Su-wei Barbora Strýcová                           | Storm Hunter Elise Mertens                              | 7-5, 6-4                                                | Tableau                                                 |
| 101      | 01-07-2024 | The Championships Wimbledon                             | G. Chelem                                               | NC                                                      | Gazon (ext.)                                            | Kateřina Siniaková Taylor Townsend                      | Gabriela Dabrowski Erin Routliffe                       | 7-65, 7-61                                              | Tableau                                                 |

## Championnes les plus titrées
Joueuses les plus titrées (au moins 4 titres).

Mis à jour après Wimbledon 2024.
| #   | Joueuse                 | Titres | Titres   | Premier | Dernier |
| #   | Joueuse                 | Total  | Ère Open | Premier | Dernier |
| --- | ----------------------- | ------ | -------- | ------- | ------- |
| 1.  | Elizabeth Ryan          | 12     | 0        | 1914    | 1934    |
| 2.  | Billie Jean King        | 10     | 6        | 1961    | 1979    |
| 3.  | / Martina Navrátilová   | 7      | 7        | 1976    | 1986    |
| 4.  | Suzanne Lenglen         | 6      | 0        | 1919    | 1925    |
| 4.  | Serena Williams         | 6      | 6        | 2000    | 2016    |
| 4.  | Venus Williams          | 6      | 6        | 2000    | 2016    |
| 7.  | Margaret Osborne duPont | 5      | 0        | 1946    | 1954    |
| 7.  | Louise Brough           | 5      | 0        | 1946    | 1954    |
| 7.  | Maria Bueno             | 5      | 0        | 1958    | 1966    |
| 7.  | Rosie Casals            | 5      | 4        | 1967    | 1973    |
| 7.  | Pam Shriver             | 5      | 5        | 1981    | 1986    |
| 7.  | Natasha Zvereva         | 5      | 5        | 1991    | 1997    |
| 13. | Doris Hart              | 4      | 0        | 1947    | 1953    |
| 13. | Darlene Hard            | 4      | 0        | 1957    | 1963    |
| 13. | Helena Suková           | 4      | 4        | 1987    | 1996    |
| 13. | Jana Novotná            | 4      | 4        | 1989    | 1998    |
| 13. | Gigi Fernández          | 4      | 4        | 1992    | 1997    |
| 13. | Hsieh Su-wei            | 4      | 4        | 2013    | 2023    |

| #                              | Paire                                 | Titres | Premier | Dernier |    |                                |   |      |      |
| ------------------------------ | ------------------------------------- | ------ | ------- | ------- | -- | ------------------------------ | - | ---- | ---- |
| #                              | Paire                                 | Titres | Premier | Dernier | 1. | Suzanne Lenglen Elizabeth Ryan | 6 | 1919 | 1925 |
| Serena Williams Venus Williams | 6                                     | 2000   | 2016    |         | 1. |                                |   |      |      |
| 3.                             | Margaret Osborne duPont Louise Brough | 5      | 1946    | 1954    |    |                                |   |      |      |
| 3.                             | Rosie Casals Billie Jean King         | 5      | 1967    | 1973    |    |                                |   |      |      |
| 3.                             | Martina Navrátilová Pam Shriver       | 5      | 1981    | 1986    |    |                                |   |      |      |
| 6.                             | Gigi Fernández Natasha Zvereva        | 4      | 1992    | 1997    |    |                                |   |      |      |

## Nombre de titres par pays
| Pays        | Titres | Premier | Dernier |
| ----------- | ------ | ------- | ------- |
| États-Unis  | 35     | 1914    | 1967    |
| Royaume-Uni | 10     | 1913    | 1956    |
| France      | 9      | 1919    | 1937    |
| Brésil      | 5      | 1958    | 1966    |
| Belgique    | 1      | 1932    | -       |
| Australie   | 1      | 1964    | -       |
| Total       | 61*    |         |         |

| Pays             | Titres | Premier | Dernier |
| ---------------- | ------ | ------- | ------- |
| États-Unis       | 31     | 1968    | 2024    |
| Tchéquie         | 9      | 1995    | 2024    |
| Australie        | 7      | 1969    | 2004    |
| Tchécoslovaquie  | 6      | 1976    | 1990    |
| Taipei chinois   | 4      | 1973    | 2023    |
| Biélorussie      | 4      | 1992    | 1997    |
| Suisse           | 3      | 1996    | 2015    |
| Zimbabwe         | 3      | 2004    | 2007    |
| Japon            | 2      | 1975    | 2003    |
| Allemagne        | 2      | 1987    | 1988    |
| Belgique         | 2      | 2003    | 2021    |
| Afrique du Sud   | 2      | 2005    | 2007    |
| Chine            | 2      | 2006    | 2013    |
| Pays-Bas         | 1      | 1972    | -       |
| Argentine        | 1      | 1988    | -       |
| Union soviétique | 1      | 1991    | -       |
| Espagne          | 1      | 1995    | -       |
| Kazakhstan       | 1      | 2010    | -       |
| Slovénie         | 1      | 2011    | -       |
| Italie           | 1      | 2014    | -       |
| Inde             | 1      | 2015    | -       |
| Russie           | 1      | 2017    | -       |
| Total            | 86*    |         |         |